# Александер Ус
Александер Ус (норв. Alexander Os, 21 січня 1980) — норвезький біатлоніст, чемпіон світу. 
Александер почав займатися біатлоном у 1997 в Тромсьо. В змаганнях Кубка світу він виступає з сезону 2004/2005. На чемпіонаті світу 2009 він виборов бронзову медаль у гонці переслідування. 
Чемпіоном світу Ус став у складі збірної Норвегії в естафетній гонці на чемпіонаті світу 2011 в Ханти-Мансійську.  
Ус — лівша.

## Статистика
У таблиці наведено статистику виступів біатлоніста в Кубку світу.
- Місця 1–3: кількість подіумів
- Чільна 10: кількість фінішів у першій десятці
- В очках: кількість виступів, на яких біатлоніст здобував очки
- Старти: кількість стартів
- Естафета: включно зі змішаною

| Місця                              | Індивід. | Спринт | Персьют | Мас-старт | Естафета | Разом |
| ---------------------------------- | -------- | ------ | ------- | --------- | -------- | ----- |
| 1                                  |          |        |         |           | 4        | 4     |
| 2                                  | 1        | 2      |         |           | 1        | 4     |
| 3                                  | 1        | 1      | 2       |           |          | 4     |
| Чільна 10                          | 2        | 10     | 8       | 3         | 12       | 35    |
| В очках                            | 7        | 33     | 26      | 15        | 12       | 93    |
| Стартів                            | 16       | 50     | 34      | 15        | 12       | 127   |
| Станом на: кінець сезону 2009/2010 |          |        |         |           |          |       |